# Wiener Wienflussbrücken

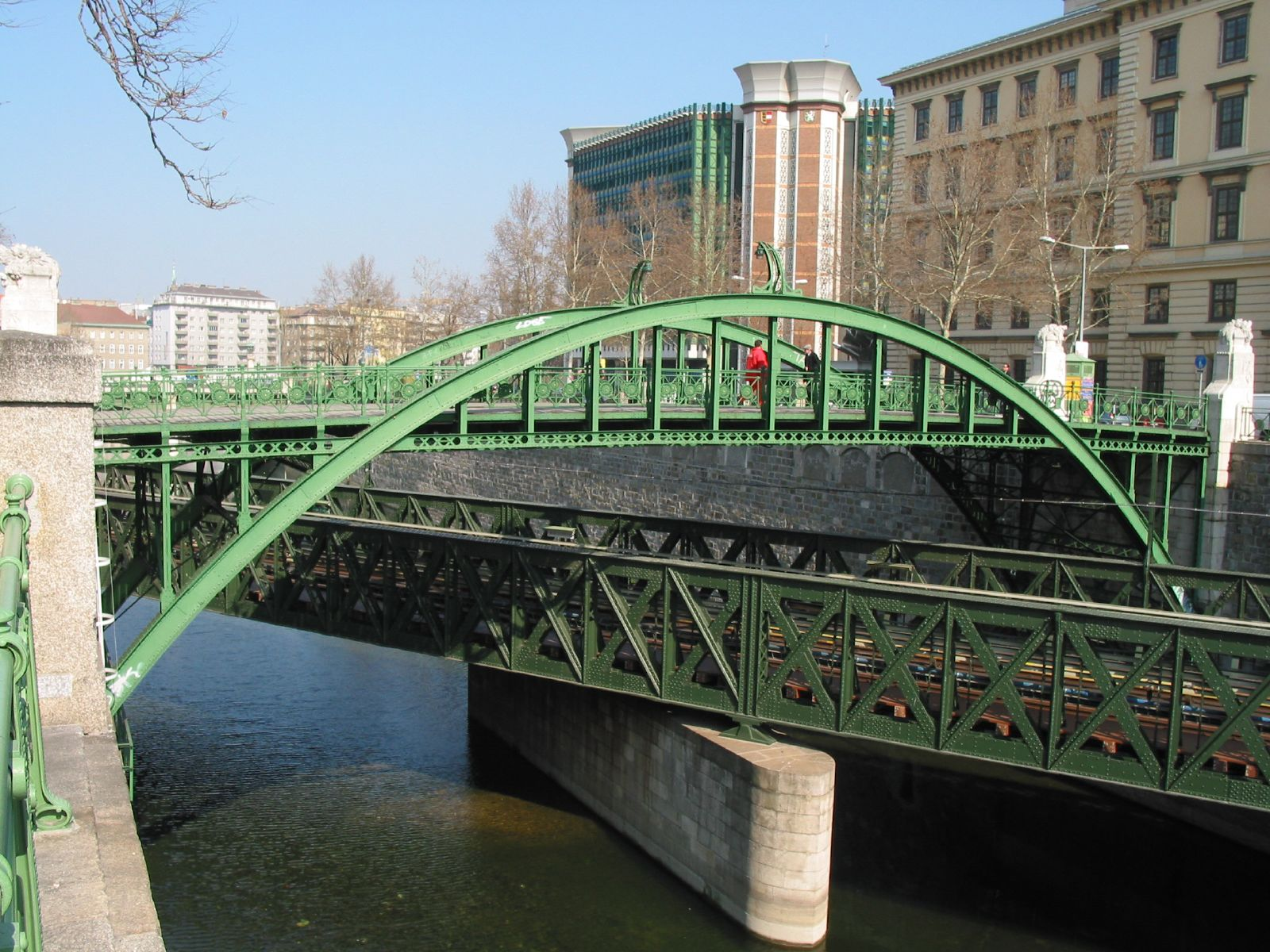
Zollamtssteg, darunter die Zollamtsbrücke der U-Bahn; links 1., rechts 3. Bezirk

Die Wiener Wienflussbrücken sind Fußgängerbrücken, Straßenbrücken und Bahnbrücken, die den Wienfluss im Stadtgebiet Wiens überqueren. Viele davon wurden von 1898 bis 1900 im Zuge der Regulierung des Wienflusses umgebaut bzw. neu errichtet, einige stehen heute unter Denkmalschutz.

## Geschichte

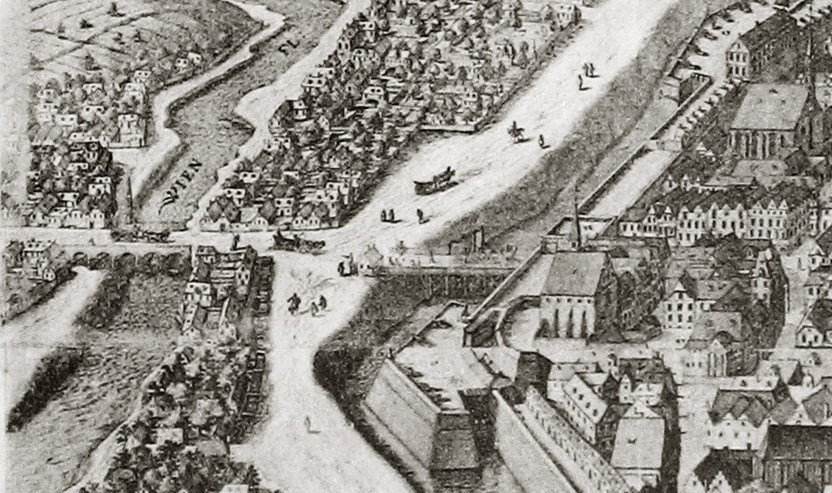
Ansicht der Stubentorbrücke und der Holzbrücke über den Stadtgraben im Jahr 1609

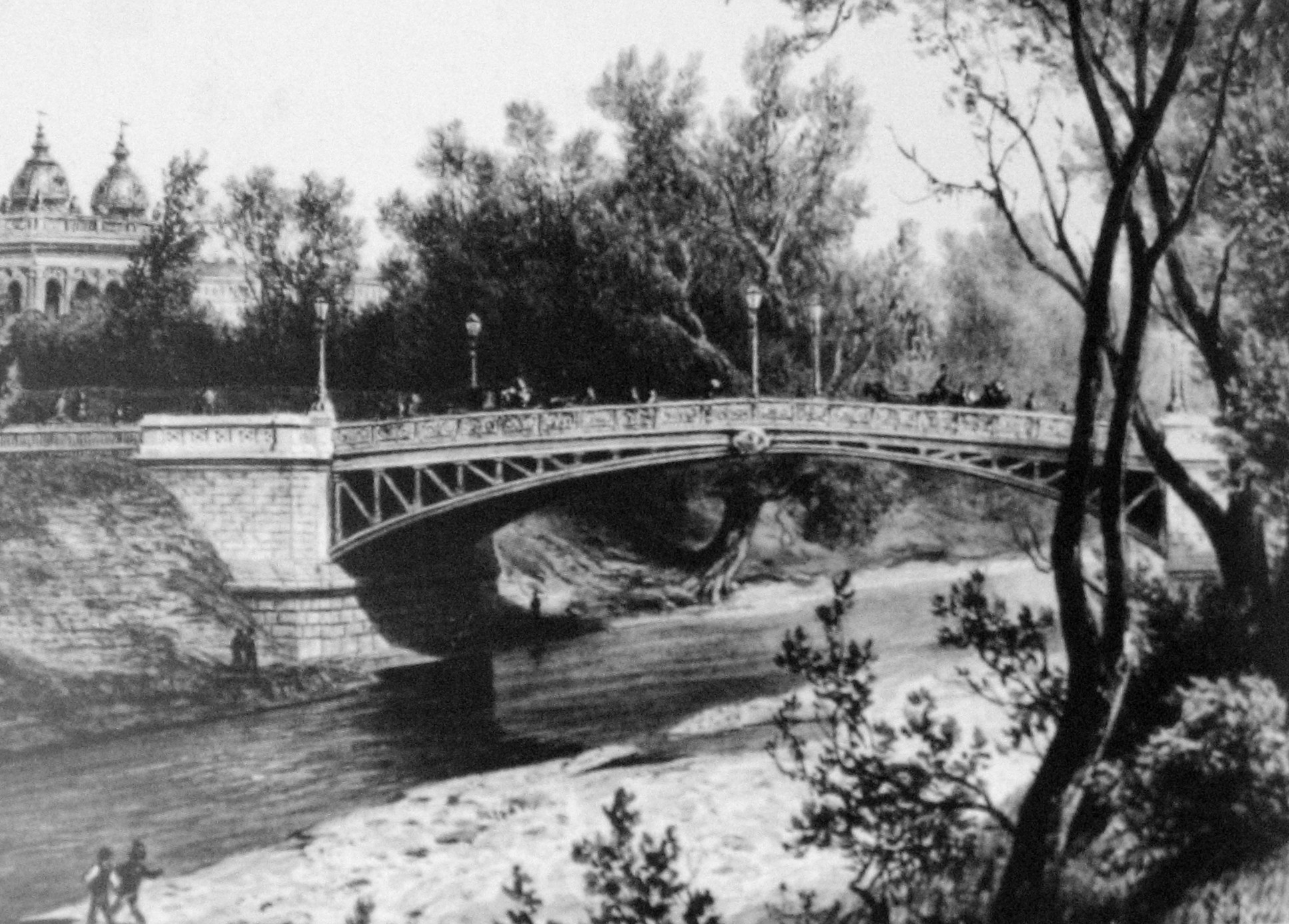
Tegetthoffbrücke am Beginn des Stadtparks, 1888

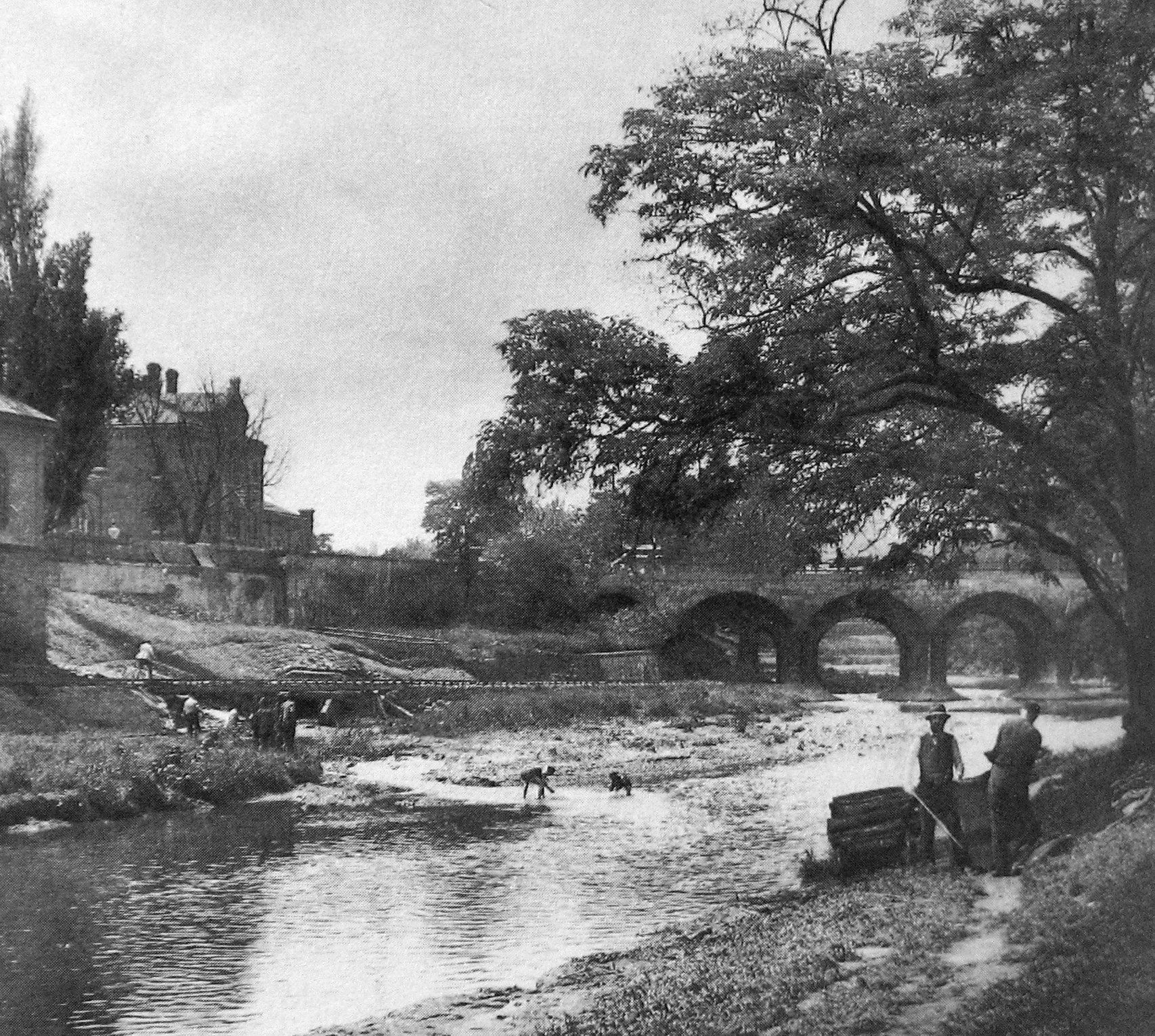
Stubentorbrücke um 1895

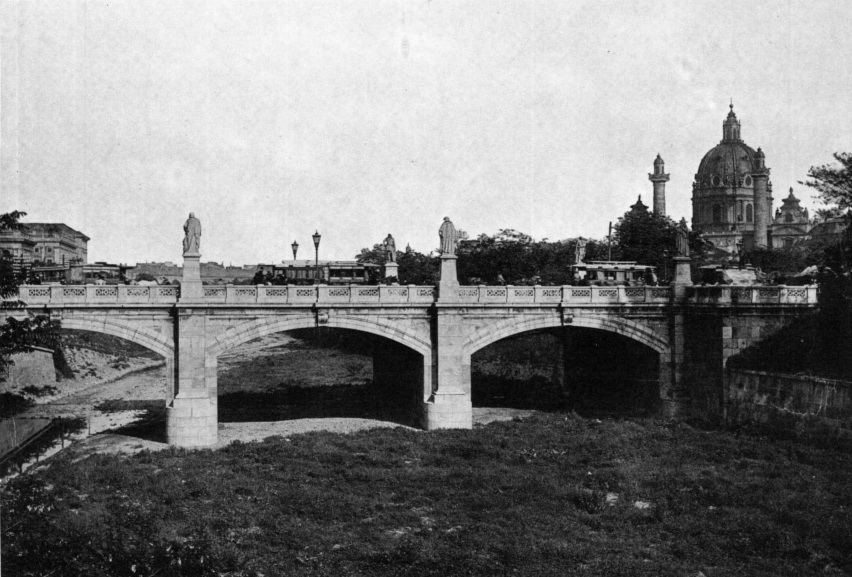
Elisabethbrücke am Karlsplatz um 1895

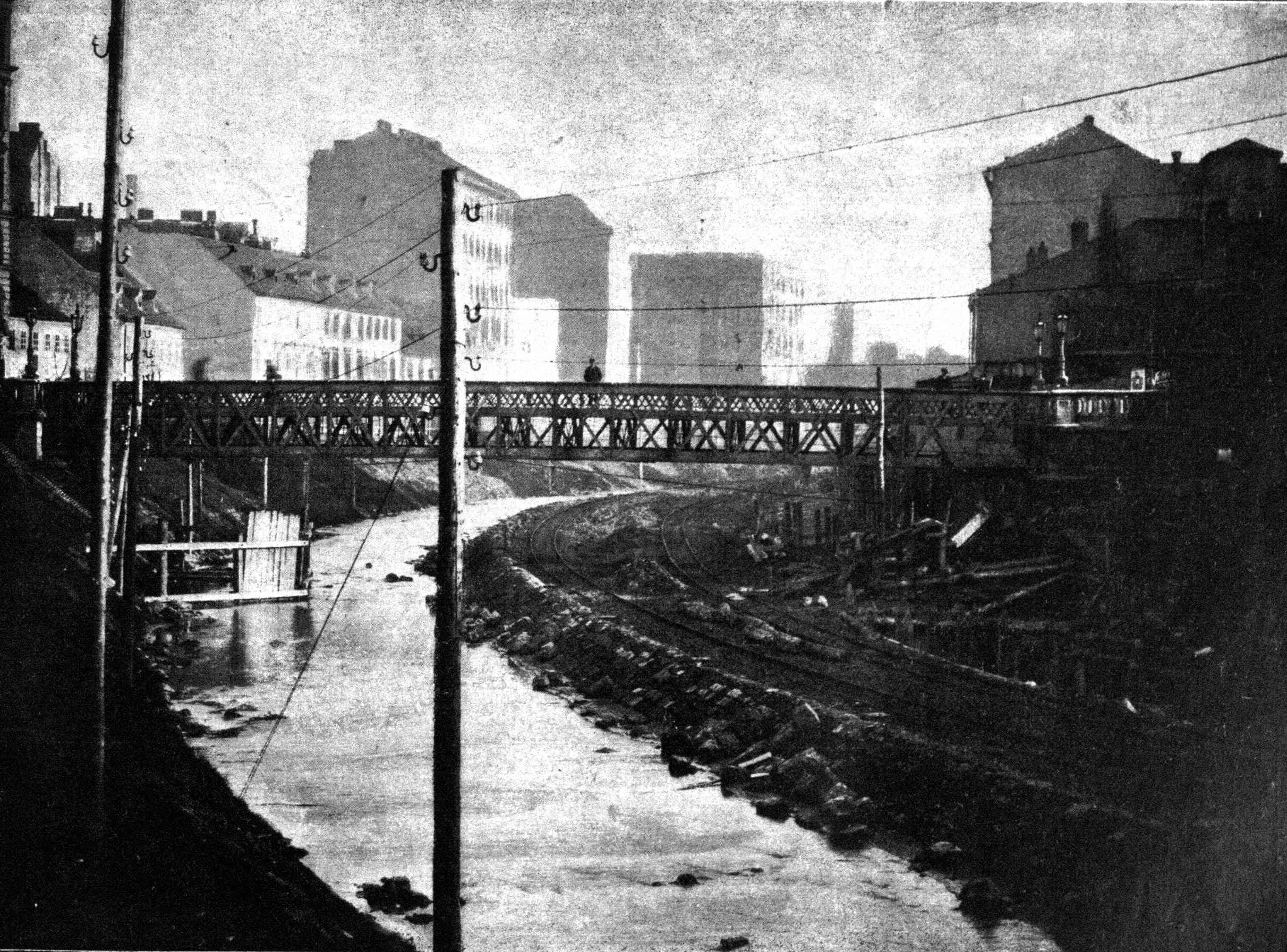
Magdalenenbrücke, 1897

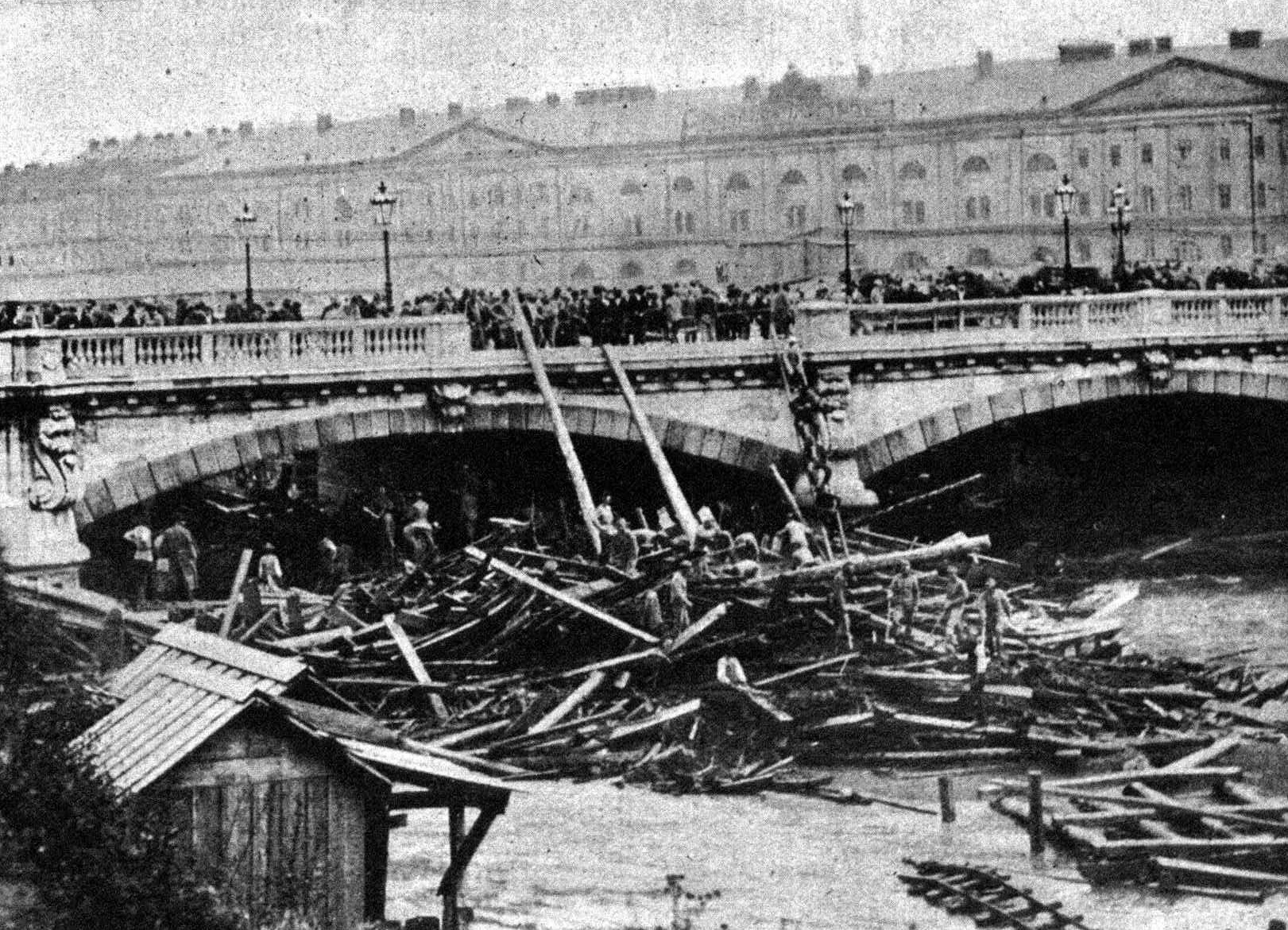
Schwarzenbergbrücke, Verklausung aufgrund des Hochwassers im Juli 1897

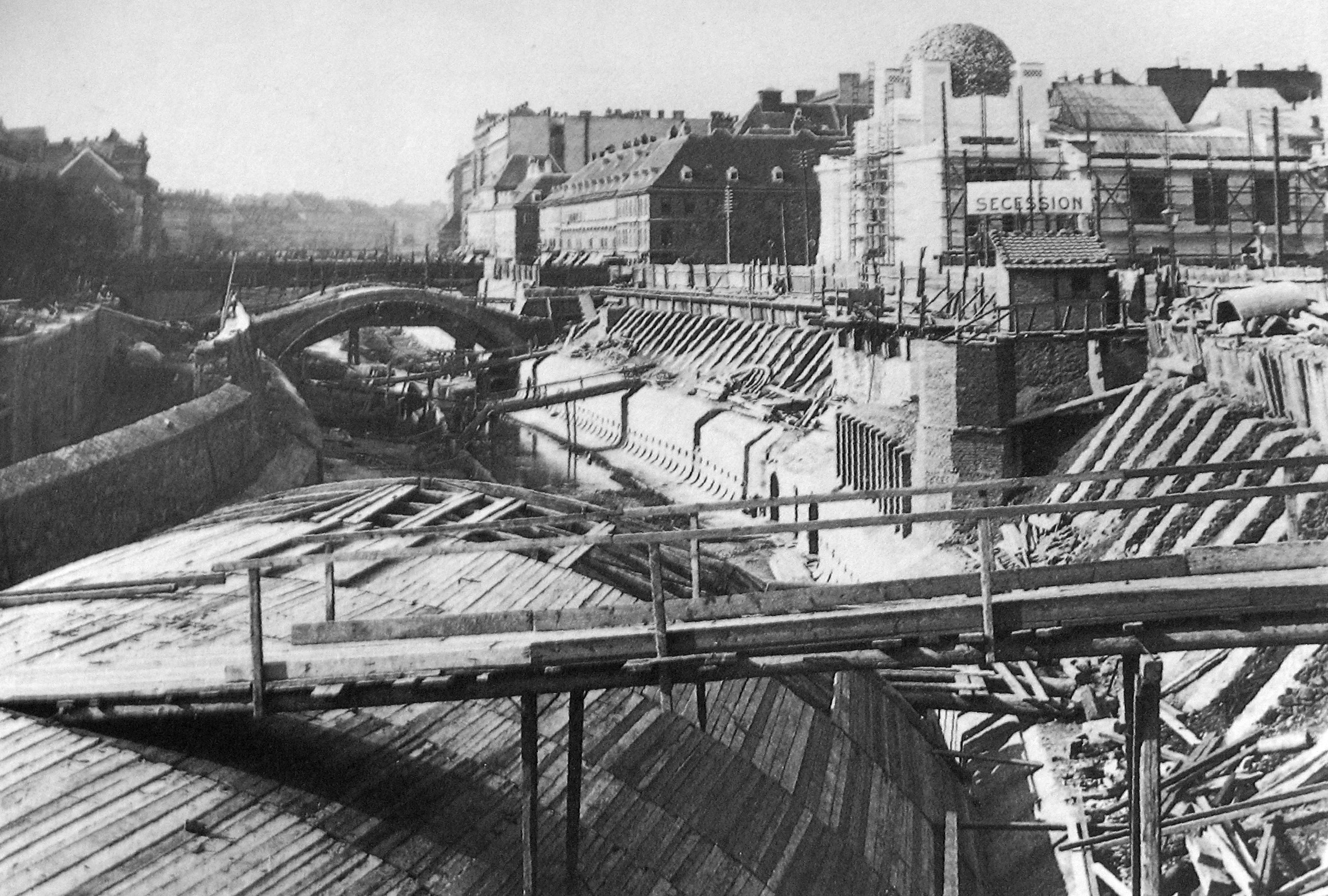
Einwölbungsarbeiten im Bereich der Secession um 1898

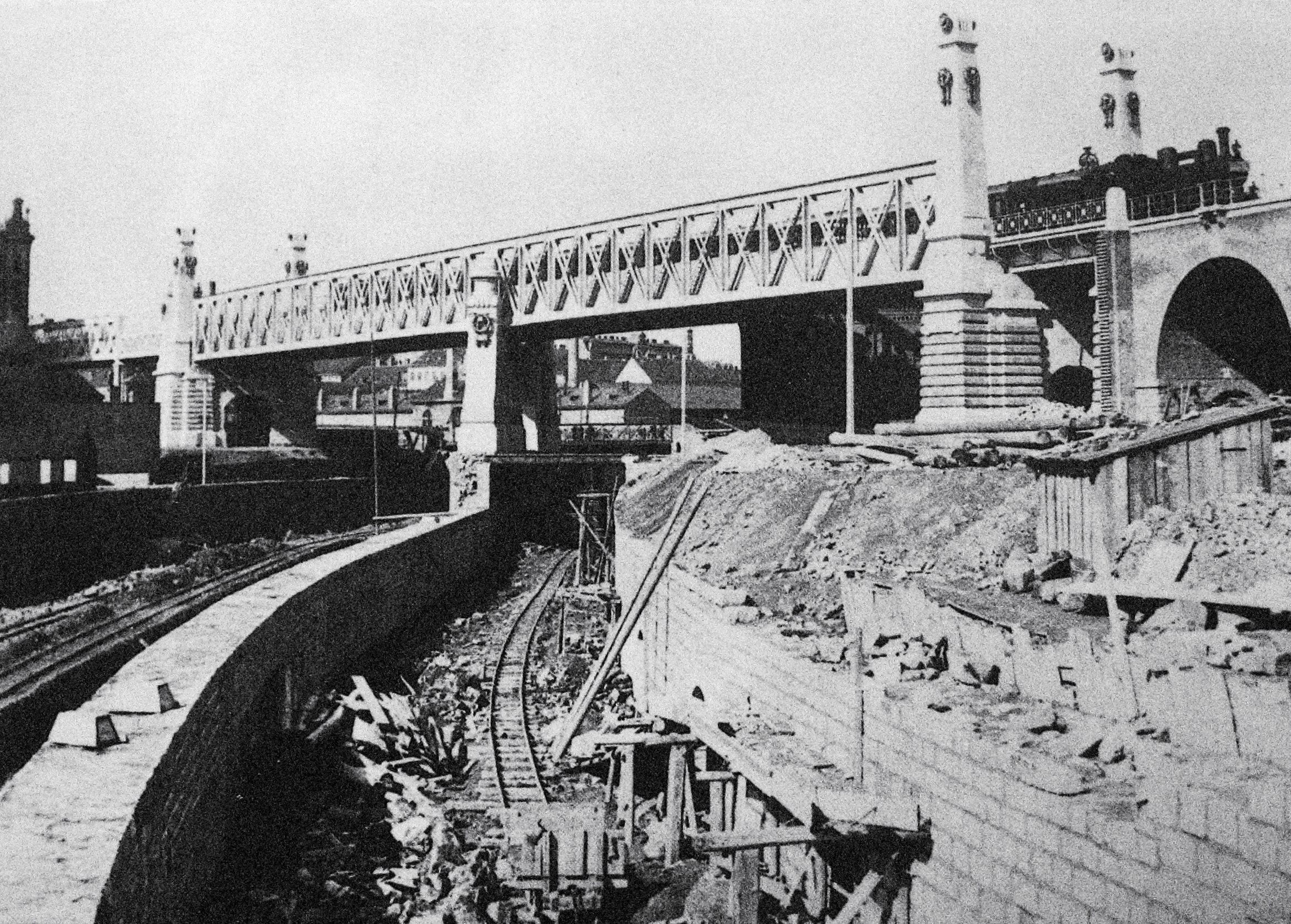
Bauarbeiten im Bereich des Gürtels; die am 1. Juni 1898 eröffnete „Brücke über die Wienzeile“ von Otto Wagner im Zuge Gürtellinie der Stadtbahn ist bereits in Betrieb, an der darunter liegenden Unteren Wientallinie, am 30. Juni 1899 eröffnet, wird noch gebaut.

### Römerzeit und spätmittelalterliche Brücken
Aufgrund des Verlaufs des Wienflusses südlich des historischen Wiener Stadtkerns sind in diesem Bereich die ältesten Brücken nachweisbar. Bereits als die Römer im 1. Jahrhundert nach Christus diese Gegend besiedelten, war es notwendig, den Wienfluss zu queren und dabei nicht nur Furten zu nützen. Im Bereich der heutigen Stubenbrücke bestand vermutlich eine Holzbrücke, über die man in die südöstlich des Legionslagers Vindobona gelegene römische Zivilstadt gelangte. Der heutige Karlsplatz war eine besonders günstige Stelle zur Überquerung des Wienflusses, da dieser hier in einer Kurve seinen Verlauf ändert und aufgrund des geringen Gefälles in einem breiten, aber flachen Bett lag. Hier führte eine Furt im Verlauf einer Limesstraße über den Fluss. Unweit davon errichteten die Römer für einen weiteren Verkehrsweg eine Holzbrücke, der eine Auffangvorrichtung für Treibholz und andere Anschwemmungen vorgelagert war. Nach dem Abzug der Römer aus dem Raum Wien im 5. Jahrhundert verfielen diese Brücken.
Erst zur Zeit der Babenberger in Wien wurden hier wieder Holzbrücken über den Wienfluss gebaut. 1211 befand sich eine solche nachweislich beim heutigen Karlsplatz. 1404 wurde sie durch die Stainerne Prugken bey Chernerthor (Steinerne Brücke beim Kärntnertor) ersetzt. Von 1854 bis 1897 stand hier die Elisabethbrücke, dann wurde der Wienfluss in diesem Bereich eingewölbt (die Brückenfiguren wurden 1902 auf den Rathausplatz transferiert). Die mittelalterliche Holzbrücke vor dem Stubentor wurde 1402 durch die steinerne Stubentorbrücke ersetzt, an dieser Stelle befindet sich heute die Stubenbrücke. Die Brücken vor Kärntnertor und Stubentor waren einst Teil der Handelswege von Wien nach Italien und Ungarn.

### Erste Regulierungsmaßnahmen
Von 1814 bis 1817 wurde der Wienfluss zwischen Schloss Schönbrunn und dem Stubentor reguliert. 1829 führten laut dem Franziszeischen Kataster innerhalb des heutigen Wiener Stadtgebietes etwa 20 Brücken und Stege über den Wienfluss. Die meisten davon lagen außerhalb des Linienwalls und verbanden die westlichen Vororte.
Zwischen Auhof und Hadersdorf existierte damals bereits ein breit angelegtes Vorgängerbauwerk der heutigen Kielmannseggbrücke (14. Bezirk). Auf Höhe der heutigen Kennedybrücke (13. / 14. Bezirk) existierte bereits ein Steg. Das Schloss Schönbrunn konnte nicht nur über eine Brücke am Standort der heutigen Schönbrunner Schlossbrücke (13. / 14. / 15. Bezirk) erreicht werden, sondern auch über zwei Stege, die in einer Entfernung von jeweils 200 bis 300 m vor und nach der Schlossbrücke gelegen waren. Im Bereich der heutigen Lobkowitzbrücke (12. / 15. Bezirk) überspannten sowohl eine Brücke als auch ein schmaler Steg den Wienfluss. Über den Storchensteg konnte man zum Gasthaus Zum Storchen in Gaudenzdorf (12. Bezirk) gelangen.
Im Bereich der Vorstädte gab es Querungen an den Standorten der heutigen Nevillebrücke und der Reinprechtsdorfer Brücke (beide 5. / 6. Bezirk), außerdem existierten Stege bei der heutigen Steggasse (5. / 6. Bezirk, zuletzt Magdalenenbrücke genannt, 1913–1915 durch Verlängerung der Einwölbung ersetzt) und Schleifmühlgasse (4. / 6. Bezirk, zuletzt Leopoldsbrücke, um 1900 Einwölbung) sowie die 1828 fertiggestellte Rudolfsbrücke (4. / 5. / 6. Bezirk, auch Kettenbrücke genannt, 1913–1915 durch Einwölbung ersetzt). Entlang der Wiener Stadtbefestigung führten zu dieser Zeit lediglich die Kärntnertorbrücke (1. / 4. Bezirk, später Elisabethbrücke), die Stubentorbrücke und ein Vorgängerbauwerk der Radetzkybrücke (beide 1. / 3. Bezirk) über den Wienfluss.

### Eingemeindung der Vorstädte
Nach der Eingemeindung der Vorstädte 1850 wurden einige neue Brücken errichtet; teilweise wurden bereits vorhandene Holzbrücken und -stege ersetzt. Bis 1890 existierten innerhalb der damaligen Wiener Stadtgrenzen (etwa innerhalb des heutigen Gürtels) folgende Brücken (Reihenfolge flussabwärts, heute bestehende Brücken fett, Schreibweise laut zeitgenössischem Meyers Konversations-Lexikon):
- Schlachthausbrücke (auch: Gumpendorfer Brücke, Viehtriebbrücke): 1873 errichtete Eisenbrücke, davor ab 1856 eine Bohlenbogenbrücke, führte im Bereich der heutigen Wackenroderbrücke (5. / 6. Bezirk) zum Gumpendorfer Schlachthaus
- Nevillebrücke (5. / 6. Bezirk): 1854 nach dem Neville-System errichtete Eisenbrücke, davor eine Holzbrücke
- Reinprechtsdorfer Brücke (5. / 6. Bezirk), 1862 errichtet
- Pilgrambrücke (5. / 6. Bezirk)
- Magdalenenbrücke (5. / 6. Bezirk): im Bereich der heutigen Steggasse, hier befand sich bereits seit Anfang des 19. Jahrhunderts ein Steg; die Brücke wurde 1913–1915 durch eine Verlängerung der Einwölbung ersetzt.
- Rudolfsbrücke (auch: Kettenbrücke, 4. / 5. / 6. Bezirk): 1828 errichtete Brücke bei der heutigen Kettenbrückengasse, erste für den Fahrverkehr bestimmte Kettenbrücke in Wien; 1913–1915 durch die Einwölbung ersetzt
- Leopoldsbrücke (auch: Schleifmühlbrücke, 4. / 6. Bezirk): 1859 errichtete Brücke, ursprünglich der Ende des 18. Jahrhunderts errichtete Fokanedisteg, danach ab 1816 ein Steg aus Bohlenbogen, der 1851 durch ein Hochwasser zerstört wurde; durch die Einwölbung ersetzt
- Schikaneder-Kettensteg (auch: Schikanedersteg, 4. / 6. Bezirk): 1830 errichteter Kettensteg beim Theater an der Wien, davor ab 1813 der hölzerne Theatersteg; bis 1860 mautpflichtig; durch die Einwölbung ersetzt
- Elisabethbrücke (1. / 4. Bezirk): 1854 errichtete Brücke am Karlsplatz, davor bereits seit 1404 eine steinerne Brücke; um 1900 durch die Einwölbung ersetzt
- Schwarzenbergbrücke (1. / 3. / 4. Bezirk): 1865 errichtete Steinbrücke am Schwarzenbergplatz; um 1900 durch die Einwölbung ersetzt
- Tegetthoffbrücke (1. / 3. Bezirk): 1872 errichtete eiserne Bogenbrücke[4] (bis 1903 durch die Einwölbung ersetzt) beim heutigen Wienflussportal im Zuge der Johannesgasse, wurde für die Kleine Ungarbrücke wiederverwendet
- Karolinenbrücke (1. / 3. Bezirk): 1857 errichtete eiserne Brücke, wurde 1863 geringfügig verschoben (heute: Stadtparksteg)
- Stubenbrücke (1. / 3. Bezirk): Steinbrücke seit 1402, um 1800 umgebaut
- Zollamtssteg (1. / 3. Bezirk): Mitte des 19. Jahrhunderts errichteter Holzsteg
- Radetzkybrücke (1. / 3. Bezirk): 1855 errichtete Steinbrücke, davor hölzerne Jochbrücke

### Wienflussregulierung und Brückenneubauten
Der im Normalfall eher einem Rinnsal ähnelnde Wienfluss gilt als Wildwasser und kann bei starken Regenfällen auf die bis zu 2000-fache Wassermenge anschwellen. Da er einst immer wieder Hochwasser führte und teils verheerende Überschwemmungen verursachte (allein von 1872 bis 1899 wurden 13 zerstörerische Hochwasser gezählt), wurden nach der 1892 erfolgten Eingemeindung der Vororte entsprechende Maßnahmen ergriffen. Im Randgebiet von Wien wurden Wehranlagen errichtet und von 1895 bis 1903 wurde der größte Teil des Wienflussverlaufs im Wiener Stadtgebiet reguliert und in ein Betonbett gelegt. Die baukünstlerische Betreuung dieses Großprojektes wurde den Architekten Friedrich Ohmann und Josef Hackhofer übertragen, nach deren Entwürfen die neu zu errichtenden Brücken gestaltet wurden.
Die bisherigen Brücken wurden abgetragen und zahlreiche neue Querungen geschaffen, wobei sowohl die Konstruktionen als auch gestalterische Elemente der alten Brücken teilweise wiederverwendet wurden. Zwischen dem Naschmarkt und dem Stadtpark wurde der Wienfluss auf einer Länge von 2,1 km in zwei Etappen eingewölbt, im zentrumsnächsten Bereich bis 1903 bzw. 1906, von der Schleifmühlgasse flussaufwärts 1913 bis 1915. In diesem Bereich verschwanden sukzessive (flussabwärts, nicht chronologisch genannt) die Magdalenenbrücke, die Rudolfsbrücke, die Leopoldsbrücke, der Schikanedersteg, die Elisabethbrücke, die Schwarzenbergbrücke und die Tegetthoffbrücke.
Das tiefe, aber nicht sehr breite neue Flussbett wird an seinem südlichen Ufer seit 1898/1899 über eine lange Strecke von der ehemaligen Wiener Stadtbahn und heutigen U-Bahn-Linie U4 begleitet, deren Trasse ebenfalls von den Brücken überspannt wird. Als gegen Ende des Zweiten Weltkrieges die meisten Wiener Donau- und Donaukanalbrücken von den sich zurückziehenden Wehrmachtsverbänden gesprengt wurden, blieben die strategisch unbedeutenden Wienflussbrücken von Zerstörungen weitestgehend verschont.
Als 1966 die Westautobahn A1 an die Wiener Straße B1 angeschlossen wurde, erfolgte der Neubau einiger in den Außenbezirken gelegenen Fußgängerstege, aber auch der Abbruch des Kobingerstegs. Seither gab es nur wenige Neuerrichtungen, beispielsweise die Paul-Amann-Brücke und die beiden Stege, über die die Aufnahmsgebäude der U-Bahn-Station Braunschweiggasse vom nördlichen Wienflussufer erreicht werden können. Ein Sonderfall ist der 2004 errichtete Margaritensteg, der zwar nicht den Wienfluss, aber am Beginn von dessen Einwölbung beim Naschmarkt die in diesem Abschnitt offene U-Bahn-Trasse überspannt und die Bezirke 5 und 6 verbindet.

## Brücken
Die nachfolgende Tabelle umfasst sämtliche bestehenden Querungen des Wienflusses in Wien, beginnend an der westlichen Stadtgrenze, Richtung flussabwärts bis zur Einmündung in den Donaukanal.
| Name1) | Bauform, Verkehrsart2) und Lage                                                                                                | Baujahr3)                                    | Weitere Informationen | Bild                                         |
| linkes und rechtes Ufer: 14. Bezirk, Penzing | linkes und rechtes Ufer: 14. Bezirk, Penzing                                                                                   | linkes und rechtes Ufer: 14. Bezirk, Penzing | linkes und rechtes Ufer: 14. Bezirk, Penzing | linkes und rechtes Ufer: 14. Bezirk, Penzing |
| --- | --- | -------------------------------------------- | --- | -------------------------------------------- |
| Alois-Czedik-Steg | Steg für Fußgänger und Radfahrer Koord.                                                                                        | 1967                                         | Verbindet Auhof bzw. Weidlingau bei der Alois-Czedik-Gasse mit der S-Bahn-Station Wien Weidlingau der Westbahn und der Radroute den Fluss entlang nach Purkersdorf. Alois Czedik Freiherr von Bründlsberg und Eysenberg (1830–1924), Eisenbahndirektor, erwarb sich große Verdienste um die bis 1938 selbstständige Gemeinde Hadersdorf-Weidlingau. |                                              |
| Kielmannseggbrücke | Stahlbrücke für Straßenverkehr, Fußgänger und Radfahrer Koord.                                                                 | 1951 (1898)                                  | Verbindet im Zuge der Hauptstraße die Stadtteile Auhof bzw. Weidlingau und Hadersdorf. Die erste Brücke wurde 1898 errichtet und nach dem Statthalter von Niederösterreich benannt. Im Zweiten Weltkrieg wurde sie zerstört. Die im Fluss liegenden Brückenteile konnten von Fußgängern mit Hilfe von Leitern begangen werden. 1949 bis 1951 erfolgte der Neubau nach Plänen von Erich Franz Leischner. |                                              |
| Ha-Wei-Brücke | Steg für Radfahrer und Fußgänger Koord.                                                                                        | 1999                                         | Die Ha-Wei-Brücke im Stadtteil Hadersdorf-Weidlingau (umgangssprachlich Ha-Wei) verbindet das Einkaufszentrum Aufhofcenter mit der linksufrigen Bahnstraße. Ursprünglich wurden für die Zufahrt zur Baustelle des Lainzer Tunnels in der Josef-Prokop-Straße zwei Stege errichtet, einer wurde 2010 wieder abgerissen; Architekt: Bernd Stanzel. |                                              |
| Hannelore-Burger-Brücke | Spannbetonbrücke für Straßenverkehr Koord.                                                                                     | 1955                                         | Verbindet die Stadtteile Auhof bzw. Weidlingau (Albert-Schweitzer-Gasse) und Hadersdorf (Badgasse). Gilt als erste Spannbetonbrücke Wiens. Benannt nach der Historikerin Hannelore Burger (bis 2024: Dr.-Karl-Lueger-Brücke). |                                              |
| linkes Ufer: 14. Bezirk, Penzing, rechtes Ufer: 13. Bezirk, Hietzing | |                                              | |                                              |
| Wolf-in-der-Au-Brücke | Steinbogenbrücke für Fußgänger und Radfahrer Koord.                                                                            | 1897                                         | Überquert den Mauerbach zum „Brückenweg“ durch das Rückhaltebecken Auhof in Richtung Auhofbrücke. Für den Straßenverkehr ist der gesamten Brückenweg gesperrt. Benannt nach dem ehemaligen Gasthof und heutigen Schnellbahnstation “Zum Wolf in der Au”. |                                              |
| Auhofbrücke | Fachwerkbogenbrücke in Stahlbauweise für Fußgänger und Radfahrer Koord.                                                        | 1898                                         | Überquert den Wienfluss im o. g. Rückhaltebecken Stadtteil Auhof. Die Brücke wurde 1930 umgebaut und ist wie der Brückenweg für den Straßenverkehr gesperrt und nicht an die B 1 angeschlossen. |                                              |
| Nikolaibrücke | Straßenbrücke Koord. | 1967                                         | Am Endbauwerk des Rückhaltebeckens (Haltung VII) überquert die nach dem unter ihr gelegenen Nikolaisteg benannte Brücke den Wienfluss als Hochstraße zwischen der hier 1972 benannten Hadikgasse und der Wientalstraße. Über die Brücke verlaufen nur die stadtauswärts führenden Richtungsfahrbahnen der B 1, (Wiener Westausfahrt) (vor dem Brückenbau auf anderer Route). |                                              |
| Nikolaisteg | Fußgängersteg Koord. | 1954                                         | Fußgängersteg in der Nähe des linksufrigen Ferdinand-Wolf-Parks, wird von der Nikolaibrücke überquert. Benannt nach dem benachbarten Nikolaiberg (268 m) im Lainzer Tiergarten, dieser benannt nach der Nikolaikapelle. |                                              |
| Brauhausbrücke | Brücke für Straßenverkehr und Fußgänger Koord.                                                                                 | 1967 (1896)                                  | Verbindet seit 1896 die Wientalstraße bzw. den Hackinger Kai (B 1 stadteinwärts, 13. Bezirk) mit Bergmillergasse und Linzer Straße (14. Bezirk). In der Bergmillergasse befand sich auf Nr. 7 bis 1937 die Hütteldorfer Brauerei; daher der Name der Brücke. Die B1 verläuft hier stadtauswärts in der Hadikgasse in Hochlage und hat daher keine Verbindung mit der Brücke und den Seitengassen. |                                              |
| Hütteldorfer Brücke | Brücke für Straßenverkehr und Fußgänger Koord.                                                                                 | 1978                                         | Verbindet die beiden Richtungsfahrbahnen der B1 (14., Hadikgasse, und 13., Hackinger Kai) und ihre Seitengassen in Hütteldorf und Hacking. |                                              |
| Hackinger Steg | Betonsteg für Fußgänger Koord.                                                                                                 | 1966 (um 1858)                               | Verbindet den 1858 eröffneten Bahnhof Wien Hütteldorf (vormals Hütteldorf-Hacking) mit Hacking im 13. Bezirk. Ursprünglich ein Holzsteg, ab 1898 ein Steg mit eisernem Tragwerk. 1966 als Plattenbalken-Steg neu errichtet. Von 1993 bis 1994 erfolgte ein Umbau durch die Architekten Henke & Schreieck, wobei der Steg ein Glasdach und beim Bahnhof einen Aufzug erhielt. Dieser Umbau wurde mit dem Adolf-Loos-Staatspreis für Architektur prämiert. 2009 wurde auch am Hackinger Ufer ein Aufzug errichtet. |                                              |
| Wienfluss-Weg: Rampe Hacking | Durchlass mit 5 Röhren Koord.                                                                                                  | 2010                                         | Teil der Ausgangsrampe vom Wienfluss-Weg zur Promenade und zum Hackinger Steg. |                                              |
| Brücke Park&Ride Hütteldorf | Betonbrücke für Straßenverkehr Koord.                                                                                          | 2008                                         | Ampelgesteuerte Einbahnstraße zur Park-and-Ride-Garage Hütteldorf beim Bahnhof Wien Hütteldorf. |                                              |
| U-Bahn-Brücke (auch: Stadtbahnbrücke) | Bahnbrücke mit Stahl-Fachwerkkonstruktion Koord.                                                                               | 1898                                         | Ursprünglich für die Wiener Stadtbahn errichtet, wird die Brücke zwischen der Endstation Hütteldorf (14. Bezirk) und der Station Ober St. Veit (13. Bezirk) seit 1981 von der U-Bahn-Linie U4 genutzt. |                                              |
| Zufferbrücke | Fachwerkbrücke in Stahlbauweise für Fußgänger und Radfahrer Koord.                                                             | 1934 (vor 1912)                              | Die vor 1912 errichtete Brücke, die die Deutschordenstraße (14. Bezirk) mit dem Hackinger bzw. Hietzinger Kai (13. Bezirk) verbindet, ist seit 1919 nach dem Brückenbauingenieur Josef Zuffer (1850–1909) benannt und hieß vorher nach dem Vater von Kaiser Franz Joseph I. Franz-Karl-Brücke. Sie wurde 1994 und 2005 saniert. |                                              |
| St. Veiter Brücke | Fachwerkbrücke für Straßenverkehr und Fußgänger Koord.                                                                         | 1898                                         | Die Brücke verbindet Baumgarten (14., Hochsatzengasse) am nördlichen und Ober-St.-Veit (13., Testarellogasse) am südlichen Ufer. Sie wurde 1987 umgebaut. Zwischen dieser Brücke und dem Preindlsteg befindet sich die U-Bahn-Station Ober St. Veit. |                                              |
| Preindlsteg | Stahlfachwerkbrücke für Fußgänger Koord.                                                                                       | 1910                                         | Errichtet anlässlich des Baus der II. Wiener Hochquellenwasserleitung, führt auch heute noch zwei Hauptleitungen der Wiener Wasserversorgung. Als Fußgängersteg verbindet er die Preindlgasse im 13. Bezirk mit der Kefergasse in Baumgarten, 14. Bezirk. Ursprünglich querte hier in einem hölzernen Trog der heute nicht mehr bestehende Mariabrunner Mühlbach den Wienfluss. |                                              |
| Guldenbrücke | Brücke für Straßenverkehr und Fußgänger Koord.                                                                                 | 1969 (1896)                                  | Die ursprüngliche Guldenbrücke wurde 1896 errichtet. Sie verbindet die Guldengasse in Baumgarten, 14. Bezirk, mit der Mantlergasse im 13. Bezirk. 1969 erfolgte eine umfangreiche Erneuerung. Benannt ist die Brücke wie die Gasse nach Karl Gulden (1828–1902), Bürgermeister von Baumgarten (1865–1876). |                                              |
| Eisenbahnbrücke Wiental Strecke 122 (Hütteldorfer Ast) | Stahlfachwerkbrücke für Bahnverkehr Koord.                                                                                     | 1900 (1860)                                  | Eingleisige Bahnbrücke für den westlichen Ast der Verbindungsbahn zwischen West- und Südbahn, zwischen dem Bahnhof Wien Hütteldorf (14. Bezirk) an der Westbahn und der Verbindungsbahn Richtung Speising im 13. Bezirk. Das Vorgängerbauwerk wurde im Zuge des Baus der 1860 eröffneten Verbindungsbahn errichtet. |                                              |
| Eisenbahnbrücke Wiental Strecke 121 (Penzinger Ast) | Stahlfachwerkbrücke für Bahnverkehr Koord.                                                                                     | 1900 (1860)                                  | Eingleisige Bahnbrücke für den östlichen Ast der Verbindungsbahn zwischen West- und Südbahn, zwischen dem Bahnhof Wien Penzing an der Westbahn (14. Bezirk) und der Verbindungsbahn Richtung Speising im 13. Bezirk. Das Vorgängerbauwerk wurde im Zuge des Baus der 1860 eröffneten Verbindungsbahn errichtet. |                                              |
| Baumgartenbrücke | Fachwerkbrücke in Stahlbauweise für Straßenverkehr und Fußgänger Koord.                                                        | 1898 (1878)                                  | Ursprünglich eine Holzbrücke. Verbindet die St.-Veit-Gasse in Unter-St.-Veit und die U-Bahn-Station Unter St. Veit (13. Bezirk) mit der Zehetnergasse in Baumgarten (14. Bezirk) am linken Ufer. |                                              |
| Paul-Amann-Brücke | Steg für Fußgänger und Radfahrer Koord.                                                                                        | 2010                                         | Der barrierefreie Steg verbindet die Hietzinger Fleschgasse mit der Penzinger Astgasse. Er wurde von Rudolf Brandstötter entworfen und dient Radfahrern auch zum Erreichen des direkt neben dem Fließgewässer in Tieflage erstellten Wienfluss-Radwegs. |                                              |
| Braunschweigsteg | Fußgängersteg Koord. | 1982                                         | Der Steg verbindet das am stadtauswärtigen Bahnsteigende gelegene Aufnahmsgebäude der U-Bahn-Station Braunschweiggasse bei der gleichnamigen Gasse im 13. Bezirk mit der Onno-Klopp-Gasse im 14. Bezirk. |                                              |
| Penzinger Steg | Fußgängersteg in Stahlbauweise Koord.                                                                                          | 2003                                         | Der Steg verbindet das am zentrumsseitigen Bahnsteigende gelegene Aufnahmsgebäude der U-Bahn-Station Braunschweiggasse im 13. Bezirk mit dem 14. Bezirk. Rampen ermöglichen barrierefreien Zugang. |                                              |
| Badhaussteg | Stahlfachwerkbrücke für Fußgänger Koord.                                                                                       | 1898                                         | Verbindet die Dommayergasse in Hietzing (13. Bezirk) mit Penzing (14. Bezirk) bei der Ameisgasse. Ursprünglich befand sich hier ein Holzsteg, der über die Wien zu dem an der Dommayergasse gelegenen Stephaniebad führte. |                                              |
| Kennedybrücke | Breite Betonbrücke für Straßenverkehr und Fußgänger mit integriertem Verkehrsbauwerk Koord.                                    | 1964 (1819)                                  | In der Mitte der 90 Meter breiten Brücke befinden sich die U-Bahn-Station Hietzing sowie Straßenbahn-Haltestellen der Linien 10 und 60. Hier befand sich einst eine Furt, die Teil einer Römerstraße zum damaligen Legionslager Vindobona war. Das Vorgängerbauwerk der Kennedybrücke, die 2. Kaiser-Franz-Joseph-Brücke, wurde im Jahr 1900 nach Plänen von Friedrich Ohmann und Josef Hackhofer errichtet. |                                              |
| linkes Ufer: 14. Bezirk, dann 15. Bezirk, Rudolfsheim-Fünfhaus, Linke Wienzeile rechtes Ufer: 13. Bezirk, dann 12. Bezirk, Meidling, Rechte Wienzeile                                                                         | |                                              | |                                              |
| Schönbrunner Schlossbrücke | Breite Betonbrücke für Straßenverkehr, Fußgänger und Radfahrer Koord.                                                          | 1900                                         | Die Brücke verbindet den Haupteingang von Schloss Schönbrunn (13. Bezirk) mit dem linken Flussufer (14. und 15. Bezirk) bei der Kreuzung Hadikgasse / Schlossallee / Linke Wienzeile. Die platzartige Mittelzone ist durch zwei Grünstreifen von den beiden Fahr- und Gehwegen getrennt. Zwei steinerne Sphingen und zwei Löwenfiguren von Johann Wilhelm Beyer, geschaffen in den 1770er Jahren, bilden die Eckpunkte der Mittelzone der Brücke. |                                              |
| Schönbrunner Brücke | Bogenbrücke für Straßenverkehr, Fußgänger und Radfahrer Koord.                                                                 | 1900 (1881)                                  | Die erste Brücke wurde 1881 als Fachwerkbrücke errichtet. Im Zuge des Stadtbahnbaus wurde diese 1897 verschoben und bis zur Eröffnung der neuen Brücke weiter benutzt (das Tragwerk wurde anschließend für die Guldenbrücke verwendet). Die Schönbrunner Brücke wurde 2004 saniert. Die am rechten Ufer vor der Brücke situierte U-Bahn-Station Schönbrunn gehört zum 13. Bezirk; im 12. Bezirk beginnt hier die Rechte Wienzeile. |                                              |
| linkes Ufer: 15. Bezirk, Rudolfsheim-Fünfhaus, Linke Wienzeile rechtes Ufer: 12. Bezirk, Meidling, Rechte Wienzeile | |                                              | |                                              |
| Friedrich-Zawrel-Brücke | Brücke für Straßenverkehr, Fußgänger und Radfahrer Koord.                                                                      | 1969                                         | Direkt an die zum Verkehrsbauwerk verbreiterte Lobkowitzbrücke schließt flussaufwärts in Fahrtrichtung Süden die Friedrich-Zawrel-Brücke (bis 2024: Fabriksbrücke) an. |                                              |
| Lobkowitzbrücke | Bogenbrücke für Straßenverkehr, Fußgänger und Radfahrer Koord.                                                                 | 1969 (um 1750)                               | An dieser Stelle konnte einst der Wienfluss durch eine Furt gequert werden, ab der Mitte des 18. Jahrhunderts gab es einen Holzsteg für Fußgänger. 1837 wurde eine Eisenbrücke gebaut. 1864 neu errichtet, wurde sie 1886 durch eine nun in direkter Linie mit der Meidlinger Hauptstraße erbaute Brücke ersetzt. 1898 wurde die Brücke beim Stadtbahnbau neu errichtet. 1969 wurde sie flussaufwärts um eine 120 m lange Einwölbung erweitert, ein neues Stadtbahnstationsgebäude wurde integriert. Bis 1989 wurde die Brücke von der Straßenbahnlinie 8 befahren. Die durchgehende Einwölbung in diesem Abschnitt beträgt insgesamt 195 m. Die Lobkowitzbrücke wird nur in Richtung Norden befahren; der Verkehr Richtung Süden führt über die unmittelbar benachbarte Friedrich-Zawrel-Brücke. |                                              |
| Storchensteg | Bogenbrücke für Fußgänger Koord.                                                                                               | 1986 (1819)                                  | Den ursprünglichen Storchensteg, eine Holzkonstruktion, ließ 1819 der Gaudenzdorfer Wirt des Gasthauses Zum Storchen, Josef Hoffmann, errichten. Hoffmann finanzierte dann auch den Neubau 1829, der eine frühe Form der Hängeseilbrücke bildete. Durch eine Überschwemmung am 7. Februar 1830 zerstört, bestand der Steg danach bis 1886 nur aus Holz. Dann wurde eine Fachwerkträgerbrücke errichtet, die aufgrund ihres geringen Alters auch nach der Wienflussregulierung erhalten bleiben konnte. Erst 1937 wurde sie abgebrochen und durch eine neue Stahlträgerbrücke ersetzt. Diese blieb bis zum Neubau im Zuge der Errichtung der 1989 eröffneten U4/U6-Station Längenfeldgasse erhalten. Der Neubau ist dem ursprünglichen Aussehen der anderen Wienflussbrücken (Entwurf Ohmann / Hackhofer) nachempfunden. Der Steg verbindet Storchengasse (15. Bezirk) und Gierstergasse (12. Bezirk). |                                              |
| Stiegerbrücke | Bogenbrücke für Straßenverkehr, Fußgänger und Radfahrer Koord.                                                                 | 1900 (1868)                                  | Die ursprüngliche Stiegerbrücke wurde 1868 errichtet und zum 20-Jahre-Thronjubiläum des Kaisers am 2. Dezember 1868 eröffnet. Sie war neben der Lobkowitzbrücke die damals einzige befahrbare Brücke im Meidlinger Bereich. Im August 1898, nach Errichtung einer Notbrücke, wurde sie abgebrochen und anschließend bis September 1900 durch eine in das System der Wienflussregulierung passende neue Brücke ersetzt. Neben der Brücke befindet sich der westliche Eingang zur U-Bahn-Station Längenfeldgasse (U4, U6). Die Brücke ist eine stark befahrene Querung des Wientals; sie verbindet Stiegergasse (15. Bezirk) und Längenfeldgasse (12. Bezirk). |                                              |
| Einwölbung | Einwölbung vom Sechshauser Gürtel bis zur Margaretengürtelbrücke Koord. (Beginn der Einwölbung)                                | 1906 (vor 1900)                              | Der Sechshauser Gürtel setzte sich bis zur Wienflussregulierung um 1900 in der Kaiser-Joseph-Brücke fort, die dann durch eine größere Einwölbung ersetzt wurde. Der Verkehr Richtung Norden lief weiterhin auf dem Sechshauser Gürtel; die Margaretengürtelbrücke wurde erst 1967 flussabwärts an die Einwölbung angebaut. Im westlichsten Teil wird die Einwölbung von der in Hochlage schräg zum Wienfluss verlaufenden Otto-Wagner-Brücke der ehemaligen Stadtbahn (bis 1985; seit 1989 U6) überquert. Die Gesamtlänge der Einwölbung inklusive Margaretengürtelbrücke beträgt 380 m. Über die Einwölbung verkehren die Straßenbahnlinien 6 und 18. |                                              |
| Otto-Wagner-Brücke (auch: Wientalbrücke bzw. Brücke über die Zeile) | Bahnbrücke mit Eisenkonstruktion zwischen gemauerten Pylonen Koord.                                                            | 1898                                         | Die im 12. und 15. Bezirk gelegene Brücke zählt zu den stadtbildprägenden Arbeiten von Otto Wagner. Sie wurde bis 1898 für die Wiener Stadtbahn errichtet, deren Gürtellinie hier bis 1985 verlief. Die starke Veränderung der Brücke für den U-Bahn-Verkehr wurde vom Denkmalschutz verhindert. Die Brücke wird seit 1989 von der U-Bahn-Linie U6 genutzt. |                                              |
| linkes Ufer: 6. Bezirk, Mariahilf, Linke Wienzeile rechtes Ufer: 5. Bezirk, Margareten, Rechte Wienzeile | |                                              | |                                              |
| Margaretengürtelbrücke | Brücke für Straßenverkehr, Fußgänger und Radfahrer Koord.                                                                      | 1967                                         | Der nördlich benachbarte Gumpendorfer Gürtel wurde erst um 1965 für den Durchzugsverkehr adaptiert. Die Margaretengürtelbrücke im Zuge des Gürtels, nur in Fahrtrichtung Norden befahren, schließt die Einwölbung dieses Abschnitts flussabwärts ab. Vor der Brücke befindet sich auf der Einwölbung die U-Bahn-Station Margaretengürtel. |                                              |
| Wackenroderbrücke | Bogenbrücke für Straßenverkehr, Fußgänger und Radfahrer Koord.                                                                 | 1900 (1857)                                  | Die erste Brücke zwischen Morizgasse (6. Bezirk) und Bruno-Kreisky-Park / St.-Johann-Gasse (5. Bezirk) wurde 1857 als Schlachthausbrücke erbaut. 1873 Eisenbrücke. (Das Gumpendorfer Schlachthaus wurde vor 1912 durch die Berufsschule 6., Mollardgasse 87, ersetzt.) Die Brücke wurde nach 1912 nach Christian Wackenroder, 1862–1871 Bezirksvorsteher des 6. Bezirks, benannt. |                                              |
| Nevillebrücke | Bogenbrücke für Fußgänger und Radfahrer (bis 2011 auch für Autoverkehr) Koord.                                                 | 1900 (1819)                                  | An dieser Stelle überquerte einst eine Römerstraße den Wienfluss, hier befand sich auch ein Wachturm. Seit 1819 befand sich hier eine Holzbohlenbrücke. Die nächste, eine neuartige Eisenkonstruktion, wurde 1854 von Feldmarschall Radetzky, dem damals populärsten Mann der Monarchie, persönlich als Radetzkybrücke eröffnet. Da 1869 die bis heute so genannte Brücke vor der Mündung des Wienflusses errichtet wurde, benannte man die Brücke hier 1869 (wie 1862 die angrenzende Gasse im 5. Bezirk) nach dem Brückenbauingenieur Franz Neville. 1900 erfolgte im Zuge des Stadtbahnbaues ein Neubau. Im 6. Bezirk ist die Brückengasse die Fortsetzung. Bis 1969 wurde die Brücke von der Straßenbahnlinie 6 befahren. Die Brücke wurde zur Sanierung 2011 für Autos gesperrt und 2013 ohne Kfz-Verkehr wiedereröffnet. |                                              |
| Reinprechtsdorfer Brücke (auch: Reinprechtsbrücke) | Bogenbrücke für Straßenverkehr, Fußgänger und Radfahrer Koord.                                                                 | 1900 (vor 1862)                              | Hier bestand einst der Kugelsteg. 1862–1864 wurde an seiner Stelle die Reinprechtsdorfer Brücke errichtet, die im Zuge von Wienflussregulierung und Stadtbahnbau bis 1900 erneuert wurde. |                                              |
| Wiental-Steg | Bogenbrücke für Fußgänger Koord.                                                                                               | 2015                                         | Der 22 Meter lange und 5 Meter breite Fußgängersteg ist barrierefrei und verbindet die Linke Wienzeile im 6. Bezirk mit dem barrierefreien Zugang der U-Bahn-Station Pilgramgasse an der Rechten Wienzeile und der 2015 errichteten Wientalterrasse im 5. Bezirk. |                                              |
| Pilgrambrücke | Bogenbrücke für Straßenverkehr, Fußgänger und Radfahrer Koord.                                                                 | 1900 (vor 1866)                              | Hier befand sich einst der Stärkmachersteg. An seiner Stelle wurde 1866 / 1867 eine eiserne Gitterbrücke errichtet und (nach Felix Czeike) nach dem Barockarchitekten Franz Anton Pilgram benannt. 1898–1900 wurde sie im Zuge von Wienflussregulierung und Stadtbahnbau erneuert. Auf der 46 m breiten Brücke befindet sich zwischen der U-Bahn-Station Pilgramgasse und der Fahrbahn ein platzartiger Bereich mit zwei freistehenden Geschäftslokalen. Die Brücke wurde bis 1961 von der dann durch die Autobuslinie 13A ersetzten Straßenbahnlinie 13 befahren. |                                              |
| linkes Ufer: 6. Bezirk, Mariahilf, Linke Wienzeile, dann 1. Bezirk, Innere Stadt rechtes Ufer: 5. Bezirk, Margareten, 4. Bezirk, Wieden, Rechte Wienzeile, dann 3. Bezirk, Landstraße                                         | |                                              | |                                              |
| Einwölbung | 2,1 km lange Einwölbung im Bereich Naschmarkt – Karlsplatz – Lothringerstraße bis zum Stadtpark Koord. (Beginn der Einwölbung) | 1900 (1211)                                  | Die Einwölbung wurde von Friedrich Ohmann und Josef Hackhofer gestaltet und in zwei Etappen errichtet: im zentrumsnächsten Bereich bis 1903–1906, von der Schleifmühlgasse (Leopoldsbrücke) flussaufwärts 1913–1915. Ehemalige Brücken im Verlauf dieser Einwölbung waren (in Klammern der erste Übergang an diesem Ort): Magdalenenbrücke, Rudolfsbrücke (Kettenbrücke, 1828, siehe U-Bahn-Station Kettenbrückengasse), Leopoldsbrücke (vor 1816), Schikanedersteg (1813), Elisabethbrücke (1211), Schwarzenbergbrücke (1853) und Tegetthoffbrücke (vor 1870). Auf der bzw. über die Einwölbung verkehrten zahlreiche Straßenbahnlinien, heute auf dem Karlsplatz (mit der unterirdischen U-Bahn-Station Karlsplatz zu beiden Seiten des eingewölbten Flusses) die Linien 1 und 62 sowie die Badner Bahn, auf dem Schwarzenbergplatz die Linien D und 71. An der Rechten Wienzeile bei der Kettenbrückengasse: Bezirksgrenze 4 / 5. Quer zur Einwölbung: Ecke Getreidemarkt, am zentrumsseitigen Ende der Wienzeilen, Bezirksgrenze 1 / 6. Dann bis zum Stadtpark entlang der U-Bahn-Trasse der U4: Bezirksgrenze 1 / 4 bzw. 1 / 3. |                                              |
| linkes Ufer: 1. Bezirk, Innere Stadt, rechtes Ufer: 3. Bezirk, Landstraße | |                                              | |                                              |
| Wienflussportal | Jugendstil-Portalanlage als Abschluss der Einwölbung Koord.                                                                    | 1906                                         | An dieser Stelle verlässt der Wienfluss die Einwölbung und verläuft vom Stadtpark an wieder an der Oberfläche. Das Wienflussportal mit seinen beiderseitigen Abgängen vom Straßenniveau zu tiefer liegenden Uferpromenaden wurde wie die Einwölbung von Friedrich Ohmann und Josef Hackhofer gestaltet; die ursprünglichen Pläne waren mit wasserspeienden Elefantenfiguren und einem Schleierwasserfall pompöser. Südöstlich neben dem Portal befindet sich die U-Bahn-Station Stadtpark von Otto Wagner. |                                              |
| Stadtparksteg | Bogenbrücke für Fußgänger Koord.                                                                                               | 1987 (1863)                                  | Zur Eröffnung des Stadtparks, 1863, wurde hier zur Verbindung der Parkteile beiderseits des Flusses (1. und 3. Bezirk) ein Steg eröffnet, für den ein zuvor vor dem 1862 / 1863 demolierten Karolinentor der Stadtmauer (benannt nach Kaiserin Karoline Auguste, heute Weihburggasse bei Nr. 26 und 27) eingesetztes eisernes Brückentragwerk verwendet wurde. Ab 1872 wurde der Steg Karolinenbrücke genannt; er wurde im Zweiten Weltkrieg zerstört. 1949 wurde als Provisorium eine Holzbrücke errichtet und Stadtparksteg genannt. 1987 wurde ein von Hermann Czech gestalteter Neubau eröffnet. |                                              |
| Kleine Ungarbrücke | Fachwerkbrücke für Fußgänger Koord.                                                                                            | 1899                                         | Für die Kleine Ungarbrücke, die die Stadtparkteile beiderseits des Flusses (1. und 3. Bezirk) verbindet und nach der nahen Ungargasse im 3. Bezirk benannt ist, wurde die 1872 im Zuge der Johannesgasse errichtete, bei der Wienflusseinwölbung abgetragene Tegetthoffbrücke teilweise wiederverwendet. Ursprünglich wurde sie Markthallenbrücke genannt, weil sich zwischen Landstraßer Hauptstraße und Stadtpark im 3. Bezirk, wo heute ein Hotel und andere Großbauten stehen, 1865–1972 die Großmarkthalle befand. (Als Große Ungarbrücke wird die Brücke über die Stammstrecke der S-Bahn Wien zur Ungargasse bezeichnet.) |                                              |
| Stubenbrücke | Fachwerkbrücke für Straßenverkehr, Fußgänger und Radfahrer                                                                     | 1900 (vor 1400)                              | Bis 1400 bestand hier zwischen der Wollzeile und der Vorstadt Landstraße ein Holzsteg, der bis 1402 im Auftrag von Herzog Albrecht IV. durch eine Steinbrücke ersetzt wurde. Sie wurde nach der (1862 demolierten) Stuben(tor)bastei der einstigen Stadtmauer benannt. 1900 wurde eine neue Brücke, gestaltet von Friedrich Ohmann und Josef Hackhofer, eröffnet. Sie wurde bis 1984 von den Straßenbahnlinien J, T und 74 (bis 1960: F) befahren. 2001 bis 2021 befand sich eine Kunstinstallation von Franz West als Leihgabe an den Pylonen der Brücke. Neben der Brücke befindet sich im 3. Bezirk der Bahnhof Wien Mitte mit der U-Bahn-Station Landstraße. |                                              |
| Kleine Marxerbrücke | Fachwerkbrücke für Straßenverkehr, Fußgänger und Radfahrer Koord.                                                              | 1900 (vor 1899)                              | Frühere Brücken, die es hier gegeben hat, sind nicht dokumentiert. Die heutige Brücke, wie viele von Ohmann / Hackhofer gestaltet, wurde im Zug der Wienflussregulierung gebaut. Der Namenszusatz Kleine wurde ab 1911 verwendet. (Die Große Marxerbrücke führt über die nahe Stammstrecke.) Die Straßenbahngleise vom Oskar-Kokoschka-Platz (1. Bezirk) über beide Brücken und durch die Marxergasse (3. Bezirk) wurden 1946 aufgelassen. Unterhalb der Brücke verlaufen Leitungen der Fernwärme. |                                              |
| Zollamtssteg | Bogenbrücke für Fußgänger Koord.                                                                                               | 1900 (vor 1868)                              | Nach einem Holzsteg befand sich hier 1868–1900 die seinerzeitige Zollamtsbrücke vom 1. Bezirk zum damaligen Hauptzollamt im 3. Bezirk. Bei der Wienflussregulierung wurde statt der Brücke der Zollamtssteg errichtet, der die Hinterseite des 1913 eröffneten k.u.k. Kriegsministeriums (1., Schallautzerstraße) mit dem historischen Bauteil der Finanzlandesdirektion (3., Vordere Zollamtsstraße 3) verbindet. |                                              |
| Zollamtsbrücke | U-Bahn-Brücke Koord. | 1900                                         | Die heutige Zollamtsbrücke verläuft schräg unter dem Zollamtssteg. An sie schließen beiderseits Tunnelstrecken der Wiener Stadtbahn an, die seit 1978 von der U-Bahn-Linie U4 befahren werden und zwischen deren Stationen Landstraße und Schwedenplatz liegen. |                                              |
| Radetzkybrücke | Brücke für Straßenverkehr, Fußgänger und Radfahrer Koord.                                                                      | 1900 (vor 1851)                              | Die hölzerne Weißgerberbrücke wurde 1851 durch Hochwasser beschädigt und 1854–1855 durch eine Steinbrücke ersetzt, die 1869 nach dem auch posthum überaus populären Feldmarschall Radetzky benannt wurde. 1900 wurde stattdessen eine Eisenbrücke gebaut. Die Brücke wird von der Straßenbahnlinie 1 befahren. |                                              |
| Einmündung des Wienflusses in den Donaukanal. Grenze zwischen 1. Bezirk, Innere Stadt, und 2. Bezirk, Leopoldstadt, am rechten, südlichen Donaukanalufer, zwischen 1. und 3. Bezirk, Landstraße, in der Mitte des Wienflusses | |                                              | |                                              |

1) Bei unklarer Benennung ist der Name kursiv geschrieben. Die beiden Einwölbungen sind zudem hellgrau unterlegt.

2) Verkehrsart „für Radfahrer“ bedeutet, dass ein Radweg oder zumindest eine Radspur über die Brücke führt und diese somit Teil des Wiener Radwegnetzes ist.

3) Baujahr: Das laut Quellen angegebene Jahr der Fertigstellung bzw. Eröffnung. Darunter, wenn verfügbar, in Klammern: Eröffnung des ersten Flussübergangs an diesem Ort.